# 名取市立館腰小学校
名取市立館腰小学校（なとりしりつ たてこししょうがっこう）は宮城県名取市にある公立小学校である。

## 学区
飯野坂の大部分、植松、本郷、堀内、愛島小豆島字片平山

## 卒業後の進路
- 名取市立第一中学校[1]